# Gcobani Bobo
Pas d'image ? Cliquez ici

a Compétitions nationales et continentales officielles uniquement.

b Matchs officiels uniquement.
Dernière mise à jour le 23 août 2016.
Gcobani Bobo, né le 12 septembre 1979 à King William's Town (Afrique du Sud), est un joueur de rugby à XV qui a joué avec l'équipe d'Afrique du Sud. Il évolue aux postes de centre ou ailier.

## Carrière

### En club et province
- Province : Natal Sharks

- Club : Sharks

Il a joué sept matchs de Super 12 en 2005 et trois matchs de Super 14 en 2006.

### En équipe nationale
Il a disputé un premier test match le 14 juin 2003 contre l'équipe d'Écosse. Son dernier test match fut contre l'équipe d'Italie le 21 juin 2008.

## Palmarès
- 6 test matchs avec l'équipe d'Afrique du Sud